# Родісса (Луїзіана)
Родісса (англ. Rodessa) — селище (англ. village) в США, в окрузі Каддо штату Луїзіана. Населення — 192 особи (2020).

## Географія
Родісса розташована за координатами 32°58′25″ пн. ш. 93°59′50″ зх. д. / 32.97361° пн. ш. 93.99722° зх. д. (32.973605, -93.997163).  За даними Бюро перепису населення США в 2010 році селище мало площу 3,18 км², з яких 3,18 км² — суходіл та 0,00 км² — водойми.

## Демографія
Згідно з переписом 2010 року, у селищі мешкало 270 осіб у 112 домогосподарствах у складі 76 родин. Густота населення становила 85 осіб/км².  Було 126 помешкань (40/км²).
Расовий склад населення:
| - 64,8 % — білих - 31,1 % — чорних або афроамериканців - 0,4 % — корінних американців |

До двох чи більше рас належало 3,7 %. Частка іспаномовних становила 2,2 % від усіх жителів.
За віковим діапазоном населення розподілялося таким чином: 27,0 % — особи молодші 18 років, 58,9 % — особи у віці 18—64 років, 14,1 % — особи у віці 65 років та старші. Медіана віку мешканця становила 41,8 року. На 100 осіб жіночої статі у селищі припадало 91,5 чоловіків;  на 100 жінок у віці від 18 років та старших — 82,4 чоловіків також старших 18 років.
Середній дохід на одне домашнє господарство  становив 48 484 долари США (медіана — 32 500), а середній дохід на одну сім'ю — 55 678 доларів (медіана — 34 286). За межею бідності перебувало 27,4 % осіб, у тому числі 30,9 % дітей у віці до 18 років та 15,8 % осіб у віці 65 років та старших.
Цивільне працевлаштоване населення становило 75 осіб. Основні галузі зайнятості: освіта, охорона здоров'я та соціальна допомога — 28,0 %, публічна адміністрація — 13,3 %, інформація — 13,3 %.